# Warkworth (Northumberland)
Pour les articles homonymes, voir Warkworth.
Warkworth est un village anglais situé dans le comté du Northumberland. Il est essentiellement connu grâce à son château de Warkworth et à son église (en).
En 2001, sa population était de 1 493 habitants. Le village est situé sur les bords de la Coquet à environ un mile de la côte. Il est à 30 miles au nord de Newcastle upon Tyne et à 40 miles au sud de la frontière écossaise.

## Source de la traduction
- (en) Cet article est partiellement ou en totalité issu de l’article de Wikipédia en anglais intitulé « Warkworth, Northumberland » (voir la liste des auteurs).